# Hakea
Hakea  là một chi gồm 149 loài cây bụi nhỏ trong họ Proteaceae, bản địa Australia. Chúng được tìm thấy khắp Australia, với sự đa dạng loài cao nhất được tìm thấy ở tây nam của Western Australia.
Chúng có thể cao đến 1–6 m, và có lá xếp xoắn ốc dài 2–20 cm, đơn hoặc phức, đôi khi (e.g. H. suaveolens) với lá nhỏ hình hình trụ mỏng và giống như lá cói. Hoa tạo thành đầu hoa dày đặc có nhiều hình dạng khác nhau, có hình cầu hoặc hình trụ, dài 3–10 cm, với nhiều hoa nhỏ màu đỏ, vàng, hồng, tím, xanh lá cây nhạt hoặc trắng.
Hakeas được đặt tên theo nam tước Christian Ludwig von Hake, người Đức bảo trợ thực vật học, sau khi có miêu tả của Heinrich Schrader về loài Hakea teretifolia vào năm 1797.
Người ta đã chấp nhận  rằng Grevillea là paraphyletic với Hakea. Do đó dường như Hakea có thể sẽ sớm được chuyển sang Grevillea.

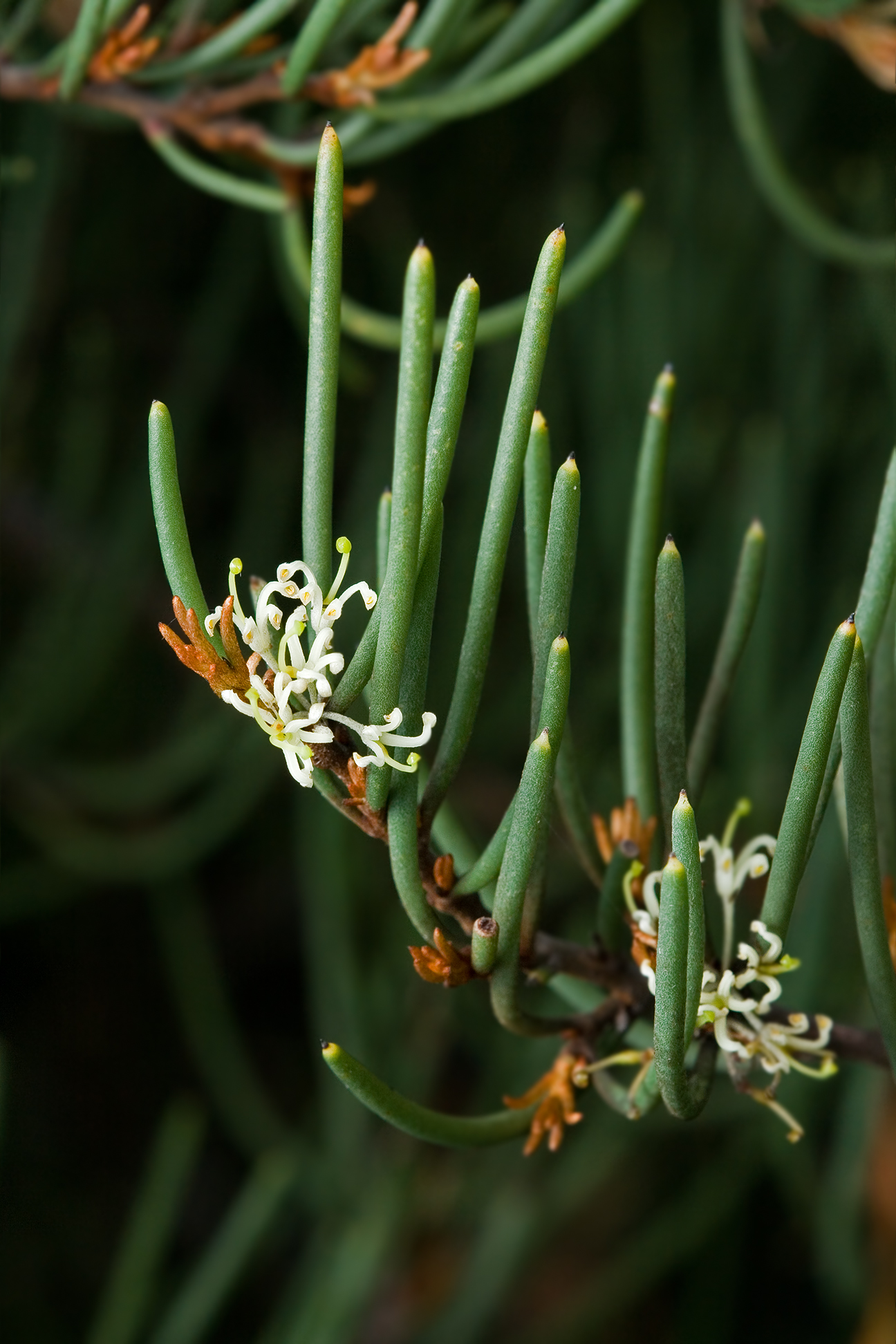
Hakea epiglottis

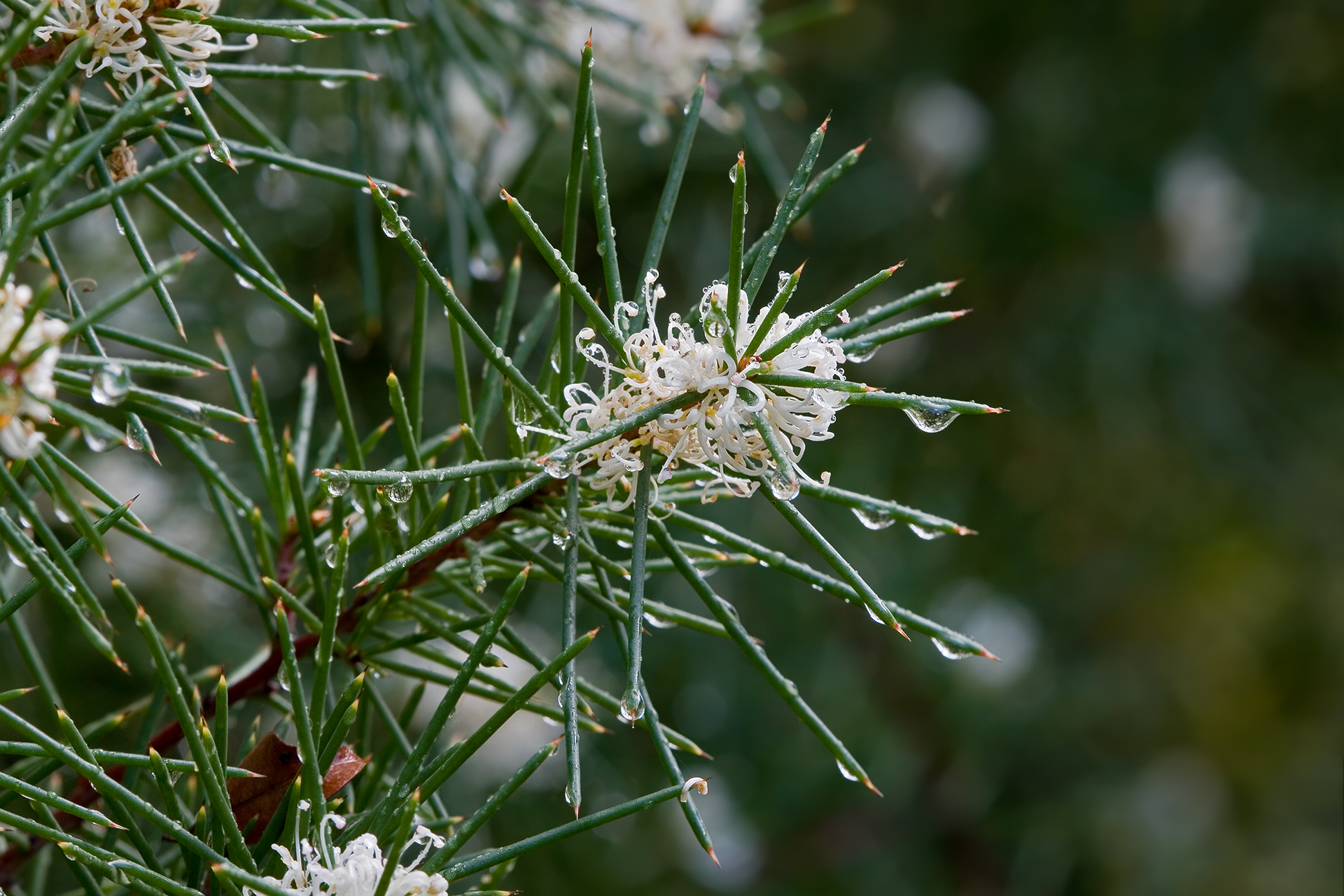
Hakea decurrens ssp. physocarpa

## Ghi chú

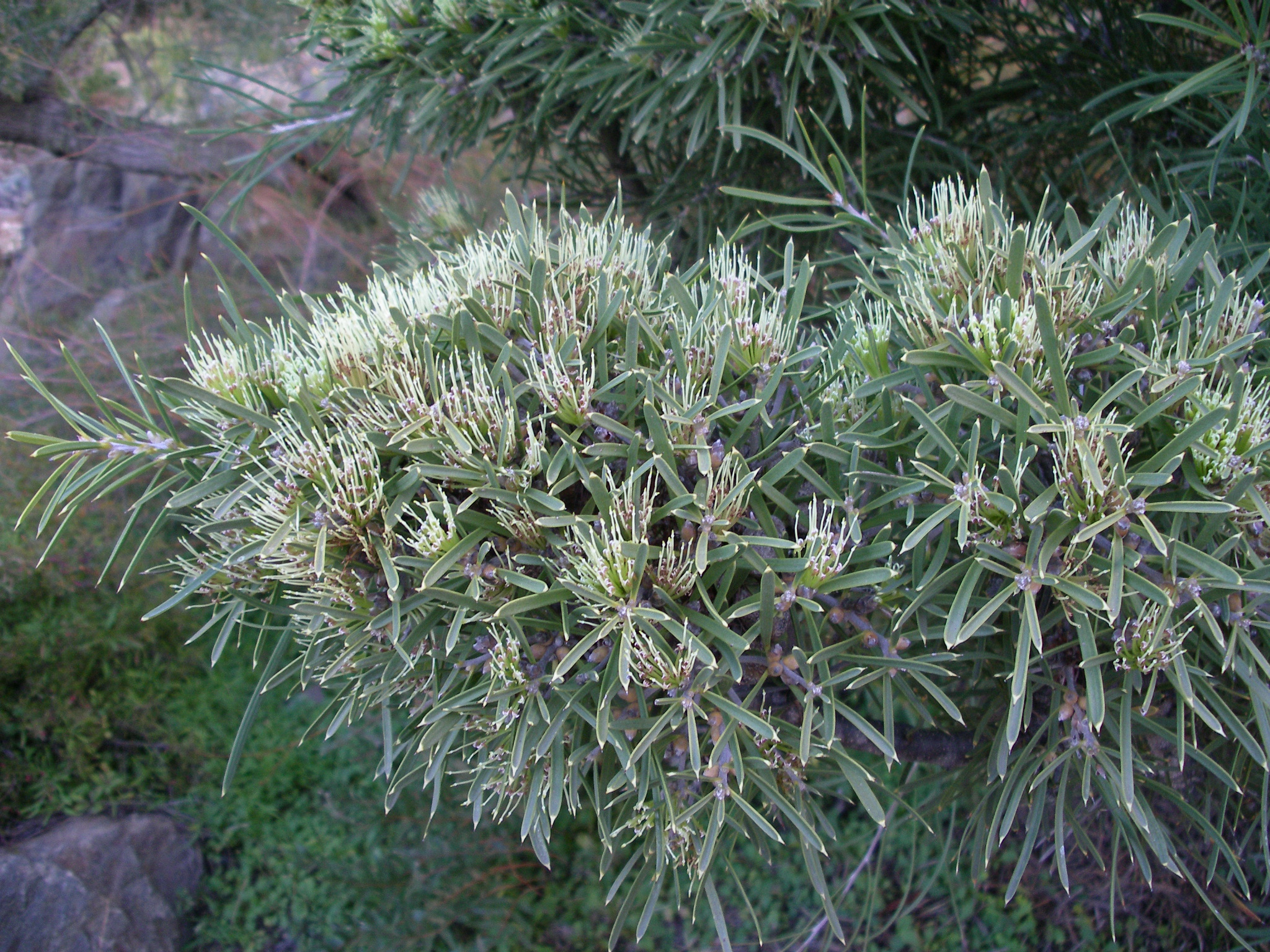
Hakea corymbosa từ Tây Nam Tây Úc
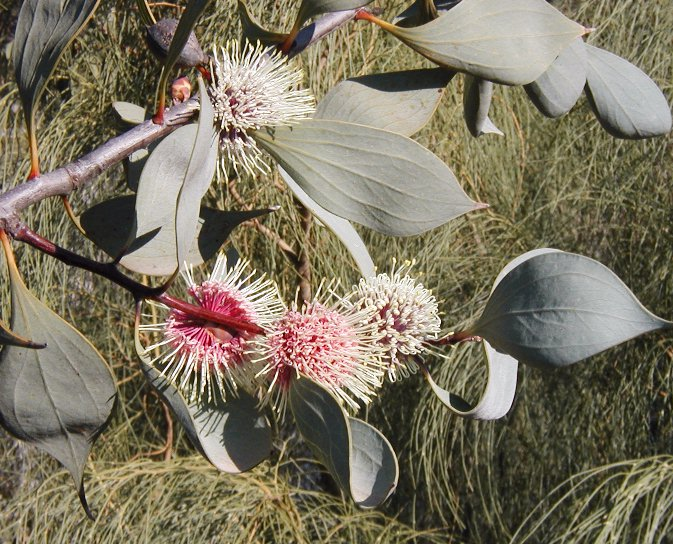
Hakea petiolaris từ Tây Nam Tây Úc
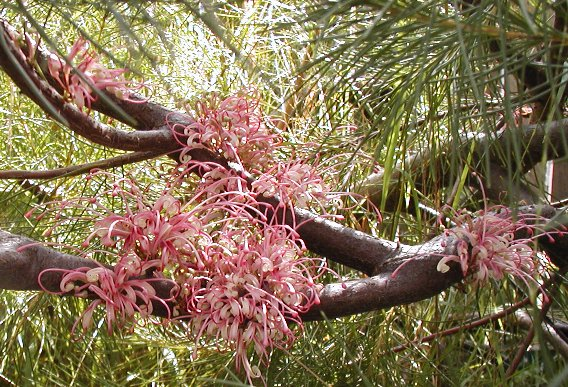
Hakea bakeriana từ Tây Nam Duyên hải trung bộ Úc
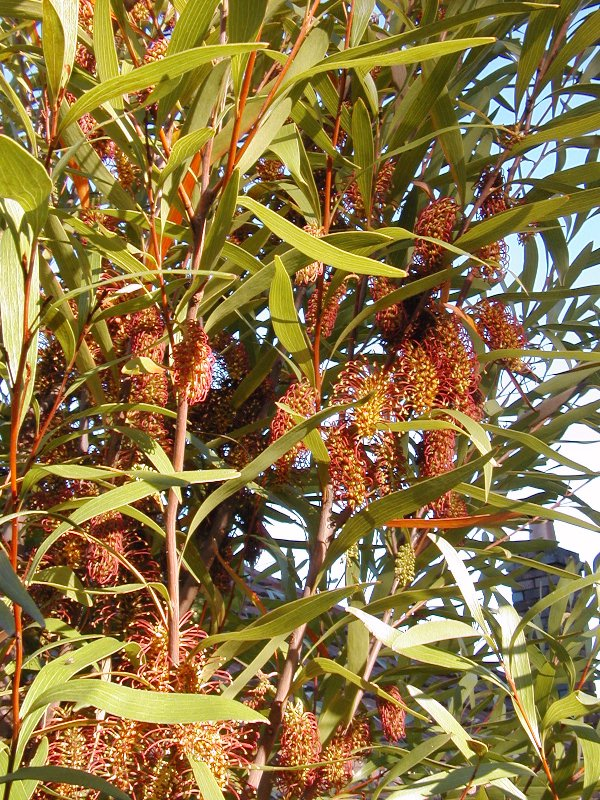
Hakea archaeoides, từ Tây Nam Duyên hải bắc bộ Úc
Hakea seed pod, ACT, Aust.
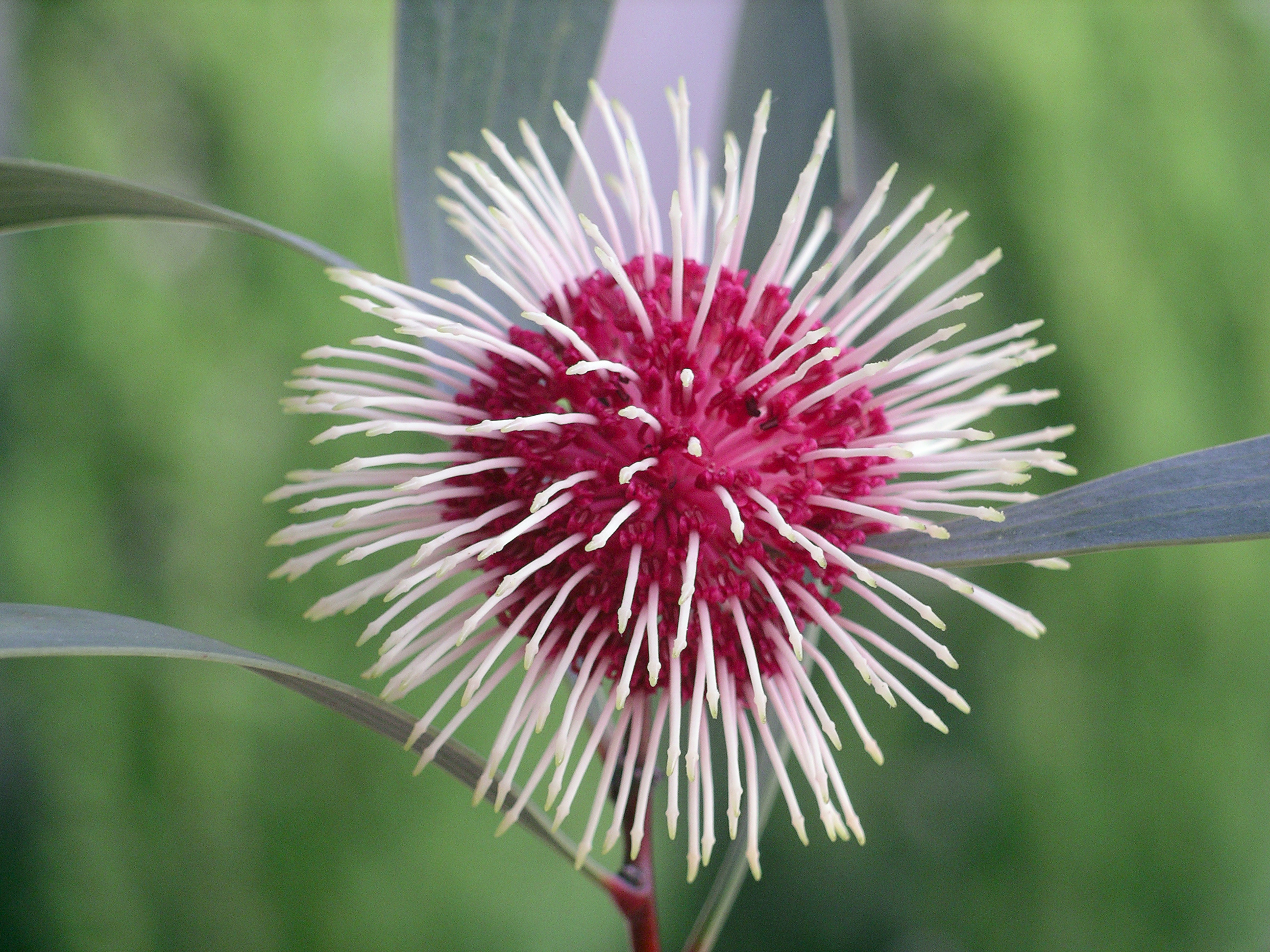
Hoa Hakea laurina (Pincushion Hakea) ở Bonbeach, Victoria, Australia

## Loài
| - Hakea actites - Hakea aculeata - Hakea acuminata - Hakea adnata - Hakea aenigma - Hakea ambigua - Hakea amplexicaulis - Hakea anadenia - Hakea arborescens - Hakea archaeoides - Hakea asperma - Hakea auriculata - Hakea bakeriana - Hakea baxteri - Hakea bicornata - Hakea brachyptera - Hakea brownii - Hakea bucculenta - Hakea candolleana - Hakea carinata - Hakea ceratophylla - Hakea chordophylla - Hakea chromatropa - Hakea cinerea - Hakea circumalata - Hakea clavata - Hakea collina - Hakea commutata - Hakea conchifolia - Hakea constablei - Hakea corymbosa - Hakea costata - Hakea crassifolia - Hakea cristata - Hakea cucullata - Hakea cyclocarpa - Hakea cycloptera - Hakea cygna - Hakea dactyloides - Hakea denticulata - Hakea decurrens - Hakea divaricata - Hakea dohertyi - Hakea drupacea - Hakea elliptica - Hakea edneiana - Hakea eneabba - Hakea epiglottis - Hakea erecta - Hakea eriantha - Hakea erinacea - Hakea eyreana - Hakea falcata - Hakea ferruginea - Hakea flabellifolia - Hakea florida - Hakea florulenta - Hakea francisiana - Hakea fraseri - Hakea gibbosa - Hakea gilbertii - Hakea grammatophylla - Hakea hastata - Hakea hookeriana - Hakea ilicifolia - Hakea incrassata - Hakea invaginata - Hakea ivoryi - Hakea kippistiana - Hakea laevipes - Hakea lasiantha - Hakea lasianthoides - Hakea lasiocarpha - Hakea laurina - Hakea lehmanniana - Hakea leucoptera - Hakea linearis | - Hakea lissocarpha - Hakea lissosperma - Hakea longiflora - Hakea loranthifolia - Hakea lorea - Hakea maconochieana - Hakea macraeana - Hakea macrocarpa - Hakea macrorhyncha - Hakea marginata - Hakea megadenia - Hakea megalosperma - Hakea meisneriana - Hakea microcarpa - Hakea minyma - Hakea mitchellii - Hakea muelleriana - Hakea multilineata - Hakea myrtoides - Hakea neurophylla - Hakea newbeyana - Hakea nitida - Hakea nodosa - Hakea obliqua - Hakea obtusa - Hakea ochroptera - Hakea oleifolia - Hakea orthorrhyncha - Hakea pachyphylla - Hakea pandanicarpa - Hakea pedunculata - Hakea pendens - Hakea persiehana - Hakea petiolaris - Hakea platysperma - Hakea plurinervia - Hakea polyanthema - Hakea preissii - Hakea pritzelii - Hakea propinqua - Hakea prostrata - Hakea psilorrhyncha - Hakea pulvinifera - Hakea purpurea - Hakea pycnoneura - Hakea recurva - Hakea repullulans - Hakea rhombales - Hakea rigida - Hakea rostrata - Hakea rugosa - Hakea ruscifolia - Hakea salicifolia - Hakea scoparia - Hakea sericea - Hakea smilacifolia - Hakea spathulata - Hakea standleyensis - Hakea stenocarpa - Hakea stenophylla - Hakea strumosa - Hakea subsulcata - Hakea sulcata - Hakea teretifolia - Hakea tephrosperma - Hakea trifurcata - Hakea trineura - Hakea tuberculata - Hakea undulata - Hakea ulicina - Hakea varia - Hakea verrucosa - Hakea victoria - Hakea vittata |